# Baraba
Baraba (en rus: Бараба) és un poble de l'óblast de Kurgan, a Rússia, que en el cens del 2010 tenia 696 habitants. Pertany al districte de Ketovo.